# 알바레스사냥개박쥐
알바레스사냥개박쥐(Molossus alvarezi)는 큰귀박쥐과에 속하는 박쥐의 일종이다. 멕시코의 토착종이다.

## 특징
작은 박쥐로 전완장은 42.7mm와 47.4mm 사이이다. 털이 짧다. 등쪽 털은 흰 바탕에 진한 갈색을 띠는 반면에 복부 쪽은 희미하다. 주둥이는 짧은 통 형태로 크고, 입술은 매끄럽다.